# Liste der Einträge im National Register of Historic Places im Autauga County
Die Liste der Registered Historic Places im Autauga County in Alabama führt alle Bauwerke und historischen Stätten im Autauga County auf, die in das National Register of Historic Places aufgenommen wurden.

## Aktuelle Einträge
| Lfd. Nr. | Name                             | Bild | Datum der Eintragung | Adresse/Lage                                                         | Ort          | ID-Nr.   | Beschreibung |
| -------- | -------------------------------- | ---- | -------------------- | -------------------------------------------------------------------- | ------------ | -------- | ------------ |
| 1        | Lassiter House                   |      | 17. Juli 1997        | Antauga County 15. 0.5 mi. N of jct. of AL 14 and Co. Rd 15          | Autaugaville | 97000651 |              |
| 2        | Bell House                       |      | 12. Feb. 1999        | 550 Upper Kingston Rd.                                               | Prattville   | 99000150 |              |
| 3        | Daniel Pratt Historic District   |      | 30. Aug. 1984        | Roughly bounded by Northington Rd., 1st, 6th, Bridge, and Court Sts. | Prattville   | 84000596 |              |
| 4        | Montgomery-Janes-Whittaker House |      | 25. Okt. 1974        | S of Prattville off AL 14                                            | Prattville   | 74000396 |              |
| 5        | Mount Sinai School               |      | 29. Nov. 2001        | 1820 Cty. Rd. 57                                                     | Prattville   | 01001296 |              |
| 6        | Trevino-Uribe Rancho             |      | 16. Juli 1973        | Jct. of Uribe and Trevino Sts.                                       | San Ygnacio  | 73002342 |              |